# Маркос Рівас
Маркос Рівас (ісп. Marcos Rivas, 25 листопада 1947 — 19 квітня 2024) — мексиканський футболіст, що грав на позиції півзахисника, зокрема за клуб «Атланте», а також національну збірну Мексики.

## Клубна кар'єра
У дорослому футболі дебютував 1968 року виступами за команду «Атланте», в якій провів шість сезонів. 
З 1974 по 1976 рік грав за «Універсідад де Гвадалахара», згодом протягом сезону грав за «Леон», після чого ще один сезон до завершення кар'єри захищав кольори «Універсідад де Гвадалахара».

## Виступи за збірну
1970 року дебютував в офіційних матчах у складі національної збірної Мексики. Того ж року був включений до її заявки на домашній для неї чемпіонат світ 1970, протягом якого лишався запасним гравцем і на поле не виходив.
Загалом протягом чотирічної кар'єри у національній команді провів у її формі 4 матчі, забивши 1 гол.